# Lungarno Soderini
Il lungarno Soderini è quel tratto della sponda sud dei lungarni fiorentini che va indicativamente dal tabernacolo di Santa Rosa al ponte alla Carraia.
Vi si affacciano il Seminario Maggiore Arcivescovile di Firenze, il Museo Bellini, la Casa Capponi e il Granaio dell'Abbondanza.

## Storia
I Soderini avevano il loro palazzo principale su questo lungarno, in angolo con il ponte alla Carraia, che venne distrutto dalle mine della seconda guerra mondiale nell'agosto del 1944. Il palazzo era dotato di giardino, in parte ancora oggi visibile dal lungarno. La stessa piazza Nazario Sauro si chiamava anticamente piazza Soderini, mentre nel vicino lungarno Guicciardini si trovava un altro importante palazzo familiare, palazzo Medici-Soderini.  
Nelle case dopo il ponte Vespucci si trovava l'ospedale di Santa Lucia, annesso a un convento, che venne soppresso nel 1749.